# Salt Creek (Colorado)
Salt Creek es un lugar designado por el censo ubicado en el condado de Pueblo en el estado estadounidense de Colorado. En el Censo de 2010 tenía una población de 587 habitantes y una densidad poblacional de 416,62 personas por km².

## Geografía
Salt Creek se encuentra ubicado en las coordenadas 38°14′20″N 104°35′18″O / 38.23889, -104.58833. Según la Oficina del Censo de los Estados Unidos, Salt Creek tiene una superficie total de 1.41 km², de la cual 1.41 km² corresponden a tierra firme y (0%) 0 km² es agua.

## Demografía
Según el censo de 2010, había 587 personas residiendo en Salt Creek. La densidad de población era de 416,62 hab./km². De los 587 habitantes, Salt Creek estaba compuesto por el 67.29% blancos, el 0% eran afroamericanos, el 4.09% eran amerindios, el 0% eran asiáticos, el 0% eran isleños del Pacífico, el 26.41% eran de otras razas y el 2.21% pertenecían a dos o más razas. Del total de la población el 86.03% eran hispanos o latinos de cualquier raza.